# 票割れ
票割れ（ひょうわれ）は、複数の似た候補者間での票の分配がその似た候補者同士の勝利の機会を減らし、似ていない候補者の勝利の機会を増やす選挙の効果である。
票割れは単純小選挙区制（相対多数投票とも）で最も簡単に起こる。単純小選挙区制では各投票者が一つの選択を示し、最多得票の候補が過半数の支持を得られなくとも勝利する。例えば、A1の候補が30%を得票し、似たA2の候補は別の30%を得票し、似ていないBの候補が残りの40%を得票した場合、60%の投票者がA1かA2の候補を好んだにもかかわらず、単純小選挙区制では候補者Bが勝者となる。なお、例えばA、Bが同じ党或いは共闘する党から擁立され、対抗する党がCを擁立して、票割れが起きＣが当選し、A、Bが落選する状況を俗に共倒れと言う。中選挙区時代には多くあり、票割れを起こして共倒れが続出した選挙は第18回参議院議員通常選挙、近年では81選挙区で票を割り合って共倒れした第46回衆議院議員総選挙などがある。
決選投票方式は、単純小選挙区制に比べて票割れの影響を受けにくい。候補者を一対にして票を数えるコンドルセ方式は、票割れの影響を最小限に抑える。
よく知られた票割れの効果はスポイラー効果であり、人気のない似た候補者（スポイラー）が人気のある候補者の票を引き付ける為に、人気のある候補者が僅かな票差で落選し、似ていない候補者の勝利を許すことを意味する。
戦略擁立は、人気のある候補者を倒すために似た候補をもう一人立てて、票割れを利用することである。
票割れは、公平性の基準（クローン候補からの独立性や無関係な選択肢からの独立性）を満たさない選挙制度の原因として考えられる。

## 票割れの主な例

### 日本
- 2010年の第22回参議院議員通常選挙において、当時の与党民主党は2人区以上では基本的に複数の候補者を擁立していたため、民主党候補者の票が分散してしまい、主に3人区では自民党、民主党各1人ずつ当選で後の議席をみんなの党、民主党、これに公明党で争う展開となり、民主党候補者の落選が増える結果となった。

### 海外
- 1912年アメリカ合衆国大統領選挙において、共和党が現職大統領のウィリアム・タフトと元大統領のセオドア・ルーズベルト（進歩党を結成）に分裂したため民主党のウッドロウ・ウィルソンが一般選挙での得票率42%ながら大統領に選出された。

- 1925年ドイツ大統領選挙において、第一回投票で過半数を得る者がなかったため第二回投票が行われ、共産党が第一回投票で得票率7%で4位に終わったエルンスト・テールマンを第二回にも立候補させたことで中間派・左派勢力の票が割れ、社会民主党などが擁立したヴィルヘルム・マルクスが右派が擁立したパウル・フォン・ヒンデンブルクに敗れた。

- 1987年に盧泰愚が大韓民国大統領選挙に36%の得票率で勝利した。二人の主なライバル候補である金泳三と金大中が票を割ったからである。

- 1992年と1996年のアメリカ合衆国大統領選挙において、スポイラー候補のロス・ペローは、ジョージ・H・W・ブッシュ（1992年）と、ボブ・ドール（1996年）の票を割り、民主党候補のビル・クリントンに勝利をもたらしたとされる。同じように2000年には、スポイラー候補者のラルフ・ネーダーが民主党候補のアル・ゴアの票を食い、共和党候補のジョージ・W・ブッシュの勝利に貢献したと考えられている。

- 2000年の台湾の総統選挙において、国民党を去った宋楚瑜は、国民党の連戦に対して無所属で立候補した。これは国民党に投じられた票を割り、民進党候補の陳水扁に勝利をもたらした。台湾の歴史上で初めて国民党が負け、野党になったときである。

- 2002年のフランス大統領選挙において、左翼票が社会党と他の小政党の間で分裂した。左翼候補で最上位のリオネル・ジョスパンが三位に落ち、右翼候補のジャック・シラクとジャン＝マリー・ル・ペンによる決選投票を引き起こした。決選投票に進んだ二候補の第一回投票における得票率は、合計しても40%未満であった。

- 2004年フィリピン大統領選挙において、グロリア・アロヨの大統領職に反対する候補の票が四つに割れたので、アロヨの勝利を許した。野党の候補には俳優のフェルナンド・ポー・ジュニアがいたが、パンフィロ・ラクソンが一本化を拒みフィリピン民主の闘いの候補として出た。

- 2012年エジプト大統領選挙において二人の候補者が決選投票に進んだ。自由と公正党のムハンマド・ムルシー候補（24.8%）と、無所属のアフマド・シャフィーク候補（23.7%）である。それぞれ他の候補者より多くの票を得たが、尊厳党のハムディーン・サッバーヒー候補（20.7%）、無所属のアブドルモネイム・アブールフトゥーフ候補（17.5%）、無所属のアムル・ムーサ候補（11.1%）よりも実際に人気があることを証明するのに十分な票は獲れなかった。
- カナダのリベラル票は現在、新民主党とカナダ自由党で割れている。これは2006年、2008年、2011年の連続三つの選挙でのカナダ保守党の勝利を許した。